# 計器飛行証明
計器飛行証明(けいきひこうしょうめい、英: Instrument Rating)は、日本の航空従事者国家資格技能証明の1つ。国土交通省航空局管轄。
分類としては、自家用操縦士や事業用操縦士などの操縦士としての技能証明ではなく、それらの技能証明に付随したものである。同様の証明としては、ほかに操縦教育証明や航空英語能力証明などがある。
学科試験および実地試験が実施される。

## 概要
全ての航空機は有視界飛行方式による飛行（以下、VFR) もしくは 計器飛行方式による飛行 (以下、IFR) で航行している。飛行中にいずれかに一回以上切り替えることもできる。
いわゆるエアラインが運航する飛行機は、ごく一部を除きIFRである。途中でVFRに切り替えることもある。このIFRを行うために日本で必要とされる技能証明が計器飛行証明である。

## 航空法上の記載
操縦士技能証明とは違い、航空法上に業務範囲が定義されているわけではないが、航空法34条に計器飛行証明について記載がある。
定期運送用操縦士若しくは准定期運送用操縦士の資格についての技能証明（当該技能証明について限定をされた航空機の種類が国土交通省令で定める航空機の種類であるものに限る。）又は事業用操縦士若しくは自家用操縦士の資格についての技能証明を有する者は、その使用する航空機の種類に係る次に掲げる飛行（以下「計器飛行等」という。）の技能について国土交通大臣の行う計器飛行証明を受けていなければ、計器飛行等を行つてはならない。
一　計器飛行
二　計器飛行以外の航空機の位置及び針路の測定を計器にのみ依存して行う飛行（以下「計器航法による飛行」という。）で国土交通省令で定める距離又は時間を超えて行うもの
三　計器飛行方式による飛行